# Boulevard Alexandre-Taché
 (novembre 2024).
Si vous disposez d'ouvrages ou d'articles de référence ou si vous connaissez des sites web de qualité traitant du thème abordé ici, merci de compléter l'article en donnant les références utiles à sa vérifiabilité et en les liant à la section « Notes et références ».
Le Boulevard Alexandre-Taché est un boulevard situé dans le secteur Hull de la ville de Gatineau. 

## Situation et accès
La route commence à l'ouest à l'intersection du boulevard Saint-Raymond (sud) et le boulevard Alexandre-Taché. Cette intersection marque l'entrée du secteur Aylmer. Elle se déplace vers l'est à travers les quartiers de Val-Tétreau et de Saint-Jean-Bosco en passant par l'extrémité sud du parc de la Gatineau, où débute sa promenade. Il se termine à l'entrée du pont de la Chaudière, en face du complexe de bureaux Les Terrasses de la Chaudière, où il devient la rue Laurier. Il s'agit d'un itinéraire très important pour les conducteurs aux heures de pointe, ce qui cause fréquemment de la congestion, en particulier sur le tronçon à une voie en direction ouest entre l'Université du Québec en Outaouais et le boulevard Saint-Joseph pendant l'après-midi et près du pont de la Chaudière le matin, comme une seule voie est disponible pour les véhicules réguliers en direction est.

## Origine du nom
Le boulevard est nommé en l'honneur de l'ancien député de la circonscription de Hull, Alexandre Taché, qui a servi pendant 15 ans au sein de l'Union nationale lorsque le parti politique était au pouvoir sous la direction de Maurice Duplessis.

## Historique
Avant de prendre sa dénomination actuelle, il était auparavant connu sous le nom de « Route 148 ». 

### Quartiers
- Manoir des Trembles
- Val-Tétreau
- St-Jean Bosco
- Centre-ville de Gatineau
- Quartier du Vieux-Hull

## Bâtiments remarquables et lieux de mémoire
Cette route abrite le campus Alexandre-Taché de l'Université du Québec en Outaouais et sera agrandie au cours des prochaines années lorsque de nouveaux bâtiments seront construits. Le parcours abrite également le conservatoire de musique de la région.
À l'intersection du pont de la Chaudière se trouve l'ancienne usine d'E.B. Eddy, un point de repère historique pour les industries de la pâte de bois et du bois d'oeuvre de la région au cours du dernier siècle et demi. Domtar, la principale entreprise du secteur après l'acquisition d'E.B. Eddy, occupe actuellement plusieurs usines à l'intersection et le long du corridor du pont.